# Конвенція про полегшення міжнародного морського судноплавства
Конвенція про полегшення міжнародного морського судноплавства (англ. Convention on Facilitation of International Maritime Traffic (FAL)) — міжнародна конвенція, підписана 9 квітня 1965 року, спрямована на полегшення морського судноплавства шляхом забезпечення одноманітності формальностей і процедур. Україна стала учасницею даної Конвенції 21 вересня 1993 року з набуттям чинності для України 24 грудня 1993 року. 
1. ↑  Конвенція про полегшення міжнародного морського судноплавства 1965 р. ips.ligazakon.net. Процитовано 3 жовтня 2023.